# SMGTV -白石稔の元気になるテレビ-
『SMGTV -白石稔の元気になるテレビ-』とは『スマガ』を題材としたラジオ番組である。2008年7月25日から音泉で全15回配信された。2008年11月28日に新録として1回分追加されたCDをリリースした。

## 概要
ナビゲーターは白石稔。スマガの応援団長に就任した白石が、天国からさまざまな番組を見る、という設定。
第2回より、2週交代でゲストが登場。

### 配信日
- 配信サイト：音泉
- 配信日：毎週金曜日更新（15時前後）

## コーナー
メール○○おもッきしテレビ
ふつおたのコーナー
ミノリックフェアー
スマガ関連の音楽を紹介するコーナー
スマ天
白石亭みの丸が、お題に対して一問一答で面白いことを答えるコーナー。もしも答えられなかったら、死んで詫びる勢いで行う。
ITNヘッドライン
スマガの情報を伝えるコーナー。アシスタントにニトロくんが登場。
みのるのまんま（第6回以降）
スマガに関連するゲストを家に招き、話を聞く。
金曜スマガ劇場（第5回より、全6回）
ゲーム本編の「スマガ」より前の話。まだエトワールが4人いるときの話をドラマ化したもの。

## ゲスト一覧
- 一色ヒカル（アリデット役）2,3,10,11回目
- 美月（樋ヶ結花役）6,7,12,13回目
- 成瀬未亜（ドラマCD・カペラ役）4,5回目
- ジョイまっくす8,9回目
- 榊原ゆい（日下部雨火）14回目